# 英国铁路43型柴油机车 (战舰型)

英國鐵路43型柴油機車是由北英机车公司(North British Locomotive，NBL) 于1960年至1962年製造的液力傳動柴油機車。機車編號為D833-D865。 
机车装用2台MAN柴油机，装车功率2×820kW，最高运行速度130km/h。每台機車皆以英國海軍軍艦命名。

## 分类
英国铁路的D800系液力传动柴油机车由两家工厂制造，采用B-B轴式。其中英国铁路公司斯温顿（Swindon）工廠制造的D800-D832、D866-D870号机车，在1968年的型号编制中被编为42型；北英机车公司製造的D833-D865号机车则被编为43型。由於較早退役，這兩型機車均无英国铁路综合运营管理系统（TOPS）編號。

## 技术特点
北英机车公司制造的43型机车与斯温頓工廠制造的42型机车在机械上的差异在于，43型機車採用MAN柴油机和福伊特液力传动装置，而42型机车则采用迈巴赫柴油机與Mekydro液力传动装置。北英機車公司在1950年代初与德国MAN公司达成协议，在英国销售MAN设计的柴油机：北英機車公司打算搶占英國鐵路現代化計劃中的内燃机车市場，而MAN同样渴望能占有市場。这项合作的第一個成果是41型柴油機車（车号D600-D604號），但是未能發揮與液力传动相關的轻合金应力蒙皮结构的車體減重效果。
雖然沒能接到更多41型机车訂單，但北英機車公司後來獲得了33台更先进设计的机车订单，机车采用了斯温頓工廠在德国克劳斯-玛菲V200型柴油機車基础上起草的D800系列机车设计。机车装用两台MAN L12V18/21B柴油发动机，每台额定功率为820kW（转速1530rpm下），并采用福伊特LT306r液力传动装置，每組柴油机与液力传动装置驱动一个转向架。与斯温頓廠使用的Mekydro四速传动装置不同，福伊特的传动装置仅有三級變速，其選用原因是為了与41型机车兼容，且北英機車已经获得了制造许可证。由此一來，斯温顿制造的42型机车柴油机與传动装置均由德国提供（不過有10台柴油机與3組传动装置是以零件進口至英國的授權商組裝），而43型机车的柴油机及传动装置則全部由北英機車自行製造。

## 运用

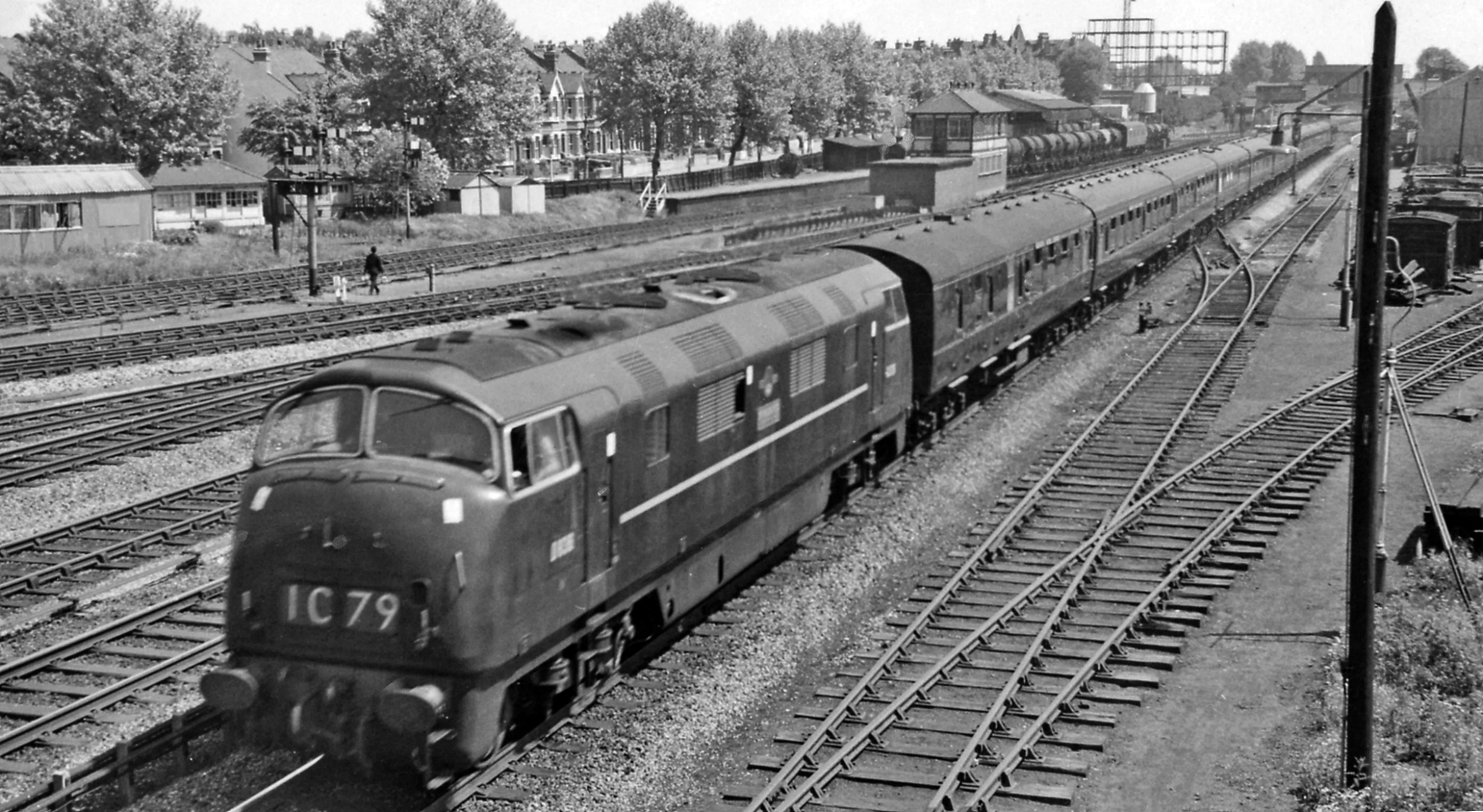
D836号机车牵引帕丁顿至布里斯托的特快旅客列车，1962年

不過實際運用中43型機車的可靠性要低于42型机车。排气歧管使用低碳钢而容易断裂，不僅喪失了驱动涡轮增压器的排气压力，也使得驾驶室迅速充满废气。德国聯邦鐵路V200型柴油機車设计中使用的MAN柴油机的鎳合金钢（nickel-resist steel）歧管問題就少得多。由于沒有主动活塞冷却的设计，导致活塞环的预期寿命也較短。为了改善缺陷，一台MAN L12V18/21B柴油机曾被送至英国内燃机研究协会（British Internal Combustion Engine Research Association）进行测试和改进，但没有任何结果。而且北英機車公司需要將MAN的設計图纸中的公制轉換成英制，數據转换時進行四捨五入等误差，增大了零件的公差，機器的可靠性降低。儘管如此，1965年的数据显示，43型機車年運行里程仍遠高於同時期的其他功率等级为4的机车（即输出功率2,000制动马力(1,491kW)至2,999制动马力(2,236kW)的機車），例如44型、47型、52型柴油機車。
在即将退役前的1971年夏季，43型机车仍承担倫敦帕丁顿車站至德文郡间的长距离旅客列车的牵引任务。 

## 退役
43型比姊妹型42型更早退役。由於英國鐵路決定以柴油电传动作為幹線機車標準，这种机车服役期间注定较短。退役后没有机车保存。
| 年     | 當年年初使用中車輛數 | 退役輛數 | 车号                     | 附註                               |
| ------ | -------------------- | -------- | ------------------------ | ---------------------------------- |
| 1969年 | 33                   | 3        | 840/48/63                |                                    |
| 1970年 | 30                   | 0        | ——                       |                                    |
| 1971年 | 30                   | 30       | 833–39/41–47/49–62/64–65 | D857号机车退役时处于良好运用状态。 |